# Rodolphe Burger

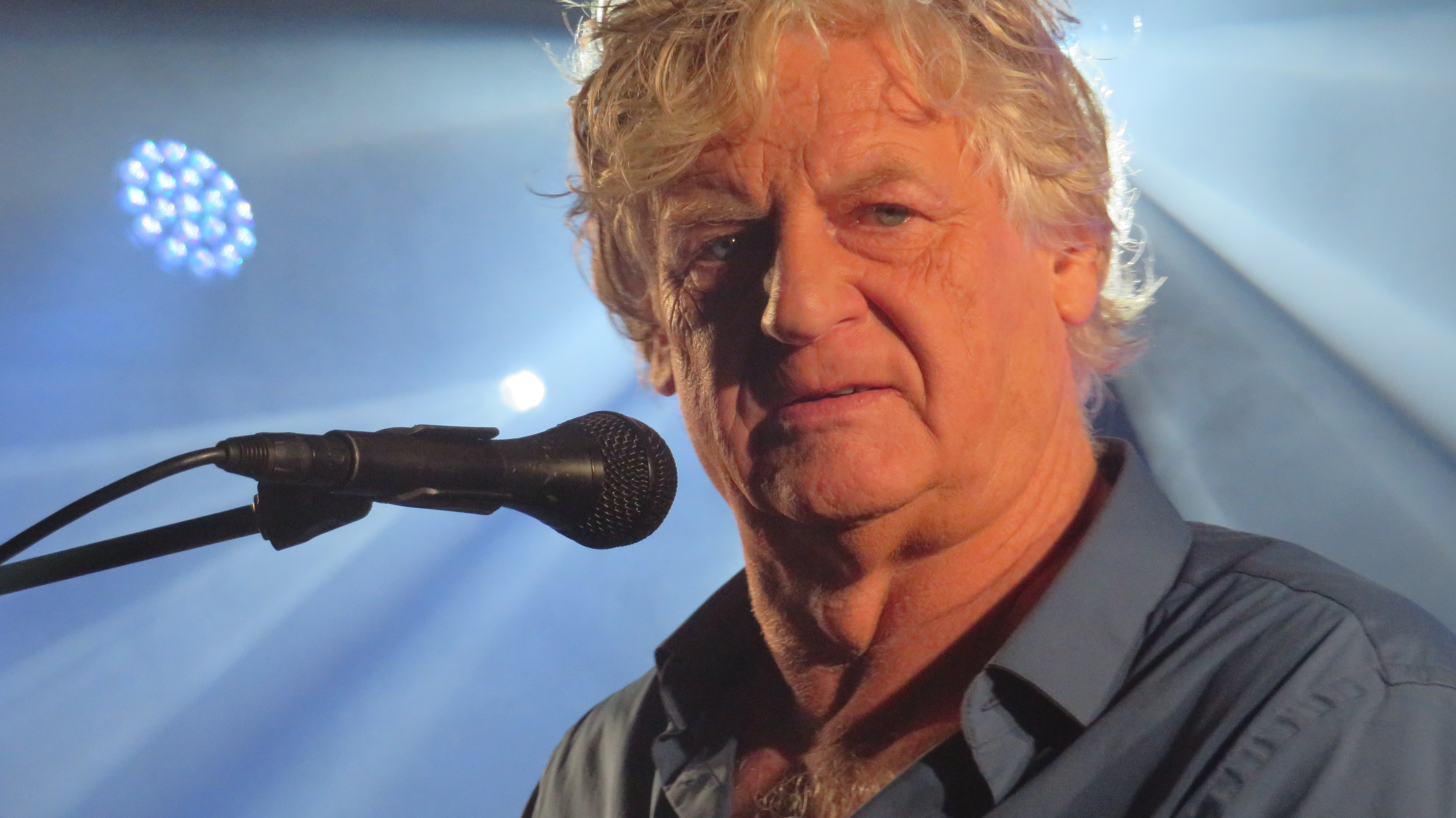
Rodolphe Burger, Dezember 2021 bei einem Konzert in Beauvais.

Rodolphe Burger (* 26. November 1957 in Colmar, Frankreich) ist ein französischer Komponist, Gitarrist und Sänger.

## Leben
Rodolphe Burger und sein Freund aus Kindertagen Pascal Benoit schlossen sich 1981 mit Guy Bickel und Philippe Poirier zu der Band Dernière Bande zusammen. Mit der Aufnahme von Pierre Keyline entstand hieraus 1986 die Art-Rock Band Kat Onoma, die in den 1990er Jahren Maßstäbe setzte. Auch nach der endgültigen Auflösung 2004 genießt Kat Onoma in Frankreich bis heute Kultstatus. 2000 gründete Burger das Festival C’est dans la vallée.
Als produktiver Solomusiker arbeitet Burger mit unterschiedlichsten Musikerinnen und Musikern zusammen. Mit dem Autor und Komponist Alain Bashung entstand The Song of Songs (Le Cantique Des Cantiques), in Zusammenarbeit mit Jacques Higelin die Alben Amor Doloroso und Coup de foudre. Er arbeitete mit Sängerinnen wie Françoise Hardy und Jeanne Balibar, mit dem Dichter Pierre Alferi und mit der Choreographin Mathilde Monnier zusammen. Mit  den Comiczeichnern und -autoren Charles Berberian und Philippe Dupuy arrangierte er ein spektakulär illustriertes Konzert. Mit dem Jazz-Trompeter Eric Truffaz verbindet Burger eine längere gemeinsame Geschichte. Mit dem Jazz- und Bluesgitarristen James Blood Ulmer hat Burger bereits zahlreiche Konzerte gegeben. Für Konzerte engagiert Burger Gäste wie den Sänger Rahid Taha, die Sängerin Ruth Rosenthal, der Sänger und Multi-Instrumentalist Betrand Belin oder den Fusionmusiker und Bassisten Marcello Giuliani.

## Kritiken
Seinem markanten Gitarrenspiel und seinem dunklen Gesang wird ein unverwechselbaren Charakter zugeschrieben. Rodolphe Burger gilt als ein Meister des Understatements, der „stets unaufgeregt, spielerisch und extrem lässig agiert“.

## Diskografie

### Alben
- Cheval - Mouvement (1993)
- Meteor Show (1998)
- Rodolphe Burger, Olivier Cadiot - Welche - On N’est Pas Indiens C’Est Dommage (2000)
- Burger* & Cadiot* - Hôtel Robinson (2002)
- Meteor Show II (2002)
- Blood* & Burger* - Guitar Music (2003)
- Erik Marchand Vs Rodolphe Burger, Mehdi Haddab & Le Meteor Band* - Before Bach (2004)
- Rodolphe Burger & Pierre Alferi* - Lon (CD) (2004)
- Yves Dormoy, Rodolphe Burger - Planetarium (2005)
- Erik Marchand, Rodolphe Burger, Mehdi Haddab, Meteor Band - Quartz (CD, Album, Promo, Car) (2005)
- Chloé Mons / Alain Bashung & Rodolphe Burger - La Ballade De Calamity Jane (2006)
- No Sport (2008)
- Rodolphe Burger & Meteor Band - Hommage À Serge Gainsbourg (CD, Album, Ltd) (2008)
- Rodolphe Burger & Frederic Nevchehirlian - Mixatac #3 Beyrouth (2009)
- Valley Session (2009)
- This Is A Velvet Underground Song That I’d Like To Sing (2011)
- Faustus Songbook - Doctor Faustus Lights The Lights (CD, Album) (2011)
- Rodolphe Burger, Olivier Cadiot - Psychopharmaka (2012)
- Live au Vauban 04.11.13 (CD, Ltd, Num) (2013)
- Le Cantique Des Cantiques & Hommage A Mahmoud Darwich (CD, Album, Dig) (2014)
- Rodolphe Burger / Philippe Poirier - Play Kat Onoma (2015)
- Good (2016)
- Ludwig, Un Roi Sur La Lune (CD, Album, S/Edition) (2018)
- Good Alive (2xLP, Album, Ltd, gat + DVD) (2019)
- Environs (2020)
- Neuf Plus Un (CD, Album, Ltd, Num) (2020)
- Rodolphe Burger, Erik Marchand - Glück Auf ! (2021)
- House Music (CD, Album, Ltd, Dig) (2021)
- Musiques Pour Jean-Claude Gallotta (CD, Album, Dig) (2022)
- Rodolphe Burger, Mehdi Haddab, Sofiane Saidi - Mademoiselle (LP, Album) (2023)

### Singles & EPs
- Kat Onoma, Rodolphe Burger - Hors Série (CD, Single) (1993)
- The Passenger (CD, Single) (1994)
- Egal Zéro (1997)
- Unlimited Marriage (CD, Single, Promo) (1997)
- Rodolphe Burger Vs Doctor.L* - Cheval-Jungle (12") (1998)
- Unlimited Marriage II (CD, Single, Promo, Car) (1998)
- L'Homme Usé (CD, Maxi) (1999)
- Television (CD, Maxi, Dig) (1999)
- Rodolphe Burger vs. Alex Gopher - L’Homme Usé (Absolute Mind Control Mix) (12") (2000)
- Elle Est Pas Belle Ma Chérie ? (CD, Single, Promo) (2008)
- Rattlesnake (CDr, Single, Promo) (2008)
- Ensemble (CDr, Single, Promo) (2008)
- Rodolphe Burger, Stade, Mobile In Motion - Family Dingo, Samuel Hall (12", Ltd, 180) (2017)
- Rodolphe Burger + Arnaud Rebotini - FX Of Love / My Rifle, My Pony And Me (7", Single, Ltd, Num, Pur) (2018)
- Quatre Plus Un Inédits (CD, EP, Ltd, Num) (2019)
- I Want A President (CD, Single, Ltd, Num) (2020)

### Videos
- Yves Dormoy / Rodolphe Burger - Planetarium (DVD-V, Liv) (2007)
- Une Nuit Avec George Shiras (DVD, Ltd, Num, MP3) (2016)

### Sonstiges
- More From Meteor Show (CD, Enh, Ltd, Promo) (1998)
- Vox Populi (CD, Ltd, PVC) (2000)
- Leigh Sauerwein / Rodolphe Burger - Max Et Le Rock (CD) (2001)
- Radio Burger (CD, Promo, S/Edition) (2014)
- Rodolphe Burger, François Curlet - Thinking Of Fernande (CD, Ltd) (2022)

## Links
- Website
- Rodolphe Burger bei Discogs
- Rodolphe Burger, Encyclopédie du Rock